# Букалей (Вознесенський район)
Букалей (рос. Букалей) — присілок в Вознесенському районі Нижньогородської області Російської Федерації.
Населення становить 134 особи. Входить до складу муніципального утворення Благодатовська сільрада.

## Історія
Від 2004 року входить до складу муніципального утворення Благодатовська сільрада.

## Населення
| 1999 | 2002 | 2010 |
| ---- | ---- | ---- |
| 205  | ↘200 | ↘134 |